# Nummis och Pusula kyrkliga samfällighet
Nummis och Pusula kyrkliga samfällighet (finska: Nummen ja Pusulan seurakuntayhtymä) var en kyrklig samfällighet i Nummi-Pusula i det finländska landskapet Nyland. Samfälligheten hörde först till Helsingfors stift och från och med 2004 till Esbo stift. 
År 2013 upplöstes Nummis och Pusula kyrkliga samfällighet när den ingick i Lojo församling.

## Historia
Nummis och Pusula kyrkliga samfällighet grundades år 1981 när kommunsammanslagningen mellan Nummis och Pusula kommuner skedde. Samfälligheten bildades av Nummis församling och Pusula församling och den hade hand om de gemensamma tjänsterna, pastorskansliet, ekonomikansliet, gravgården och fastigheterna. Båda församlingarna ordnade verksamhet självständigt och hade egna kyrkoherdar.
År 2013 lades Nummi-Pusula samman med Lojo stad. Då upphävdes också Nummis och Pusula kyrkliga samfällighet.